# کونی استور
کونی استور (انگلیسی: Koni Store) شرکت رستوران‌های زنجیره‌ای برزیلی است، که در سال ۲۰۰۶ تأسیس شد.